# Pallamano Spallanzani Casalgrande
Il G.S.D. Pallamano Spallanzani Casalgrande è una società di pallamano di Casalgrande, conosciuta come Casalgrande Padana al femminile e come Modula Casalgrande al maschile.

## Storia
La sezione femminile milita attualmente in Serie A1, il secondo livello del campionato italiano di pallamano femminile. Nella stagione 2020-2021 ha vinto la Coppa Italia di Serie A2.
La sezione maschile milita attualmente nel girone B della Serie B, il terzo livello del campionato italiano di pallamano maschile.

## Palmarès
- Coppa Italia di Serie A2 (pallamano femminile): 1
2020-21

## Rose 2024-25

### Femminile
| N° | Naz.              | Ruolo | Sportivo           | Anno |  |  |
| -- | ----------------- | ----- | ------------------ | ---- |  |  |
| 1  | Italia (bandiera) | P     | Elisa Ferrari      | 1993 |  |  |
| 8  | Italia (bandiera) | PV    | Francesca Franco   | 1994 |  |  |
| 9  | Italia (bandiera) | T     | Charity Iyamu      | 2005 |  |  |
| 10 | Italia (bandiera) | T     | Ilenia Furlanetto  | 1988 |  |  |
| 13 | Italia (bandiera) | PV    | Sara Apostol       | 2005 |  |  |
| 14 | Italia (bandiera) | A     | Simona Artoni      | 2000 |  |  |
| 15 | Italia (bandiera) | T     | Chiara Rondoni     | 2002 |  |  |
| 16 | Italia (bandiera) | P     | Valentina Bonacini | 2003 |  |  |
| 17 | Italia (bandiera) | C     | Margherita Rossi   | 2002 |  |  |
| 18 | Italia (bandiera) | PV    | Alessia Artoni     | 2000 |  |  |
| 19 | Italia (bandiera) | A     | Marianna Orlandi   | 2000 |  |  |
| 21 | Italia (bandiera) | T     | Matilde Giovannini | 2008 |  |  |
| 26 | Italia (bandiera) | PV    | Giulia Mattioli    | 2003 |  |  |
| 30 | Italia (bandiera) | T     | Emma Baroni        | 2007 |  |  |
| 31 | Italia (bandiera) | PV    | Giulia Cosentino   | 2008 |  |  |
| 33 | Italia (bandiera) | C     | Gaia Lusetti       | 2002 |  |  |
| 77 | Italia (bandiera) | P     | Viola Giubbini     | 2008 |  |  |

### Maschile
| N° | Naz.              | Ruolo | Sportivo            | Anno |  |  |
| -- | ----------------- | ----- | ------------------- | ---- |  |  |
| 1  | Italia (bandiera) | P     | Luigi Prandi        | 2002 |  |  |
| 2  | Italia (bandiera) | A     | Gabriele Ferrari    | 2002 |  |  |
| 4  | Italia (bandiera) | PV    | Matteo Sigona       | 2003 |  |  |
| 5  | Italia (bandiera) | A     | Marco Vignali       | 2005 |  |  |
| 7  | Italia (bandiera) | T     | Francesco Rovatti   | 2007 |  |  |
| 9  | Italia (bandiera) | T     | Mattia Lamberti     | 1997 |  |  |
| 10 | Italia (bandiera) | PV    | Alessandro Lenzotti | 1991 |  |  |
| 11 | Italia (bandiera) | A     | Alessio Tosi        | 2007 |  |  |
| 13 | Italia (bandiera) | T     | Marco Giubbini      | 1999 |  |  |
| 15 | Italia (bandiera) | T     | Emanuele Seghizzi   | 1998 |  |  |
| 18 | Italia (bandiera) | C     | Gabriele Montanari  | 1998 |  |  |
| 21 | Italia (bandiera) | A     | Dennis Toro         | 2003 |  |  |
| 22 | Italia (bandiera) | P     | Matteo Caprili      | 2005 |  |  |
| 23 | Italia (bandiera) | C     | Riccardo Prodi      | 2002 |  |  |
| 24 | Italia (bandiera) | PV    | Andrea Strozzi      | 2002 |  |  |
| 33 | Italia (bandiera) | T     | Angelo Giannetta    | 1985 |  |  |
| 35 | Italia (bandiera) | C     | Mattia Bacchi       | 2005 |  |  |
| 47 | Italia (bandiera) | A     | Elia Bondavalli     | 2004 |  |  |
| 81 | Italia (bandiera) | PV    | Andrea Ruozzi       | 1986 |  |  |
| 88 | Italia (bandiera) | T     | Valerio Buonansegna | 1989 |  |  |
| 89 | Italia (bandiera) | T     | Enrico Mammi        | 1982 |  |  |
| 90 | Italia (bandiera) | P     | Yuri Rosolia        | 2005 |  |  |
| 99 | Italia (bandiera) | A     | Hendrik Tronconi    | 2005 |  |  |